# Axis kuhlii
Il cervo di Bawean (Axis kuhlii Temminck, 1836), noto anche come cervo porcino di Kuhl o cervo porcino di Bawean, è una rarissima specie di cervo diffusa solamente sull'isola indonesiana di Bawean (Provincia di Giava Orientale).
Talvolta viene detto che il cervo di Bawean, così come il cervo delle Calamian, suo simile, non sia originario dell'isola in cui vive, ma discenda da cervi porcini selvatici introdotti dagli esseri umani. Più probabilmente, però, rappresenta la popolazione residua di una specie più diffusa, che raggiunse quest'isola nel corso del Pleistocene, quando essa era ancora collegata, tramite un ponte di terra, a Giava.
L'epiteto specifico kuhlii commemora lo zoologo Heinrich Kuhl.

## Descrizione
Il cervo di Bawean somiglia molto al cervo porcino, suo stretto parente, ma, a differenza di questo, ha il mantello privo di macchie. Il pelame, molto morbido, è di colore marrone chiaro; la coda è leggermente più folta. Come molti altri animali che vivono nelle foreste, ha le spalle poste leggermente più in basso rispetto al posteriore, il che rende più facile gli spostamenti nel fitto sottobosco. I palchi sono relativamente brevi e terminano con tre punte; come in quasi tutti i cervi, sono presenti solamente nei maschi. Misura circa 140 cm di lunghezza, 65-70 cm di altezza al garrese e pesa 50-60 kg.

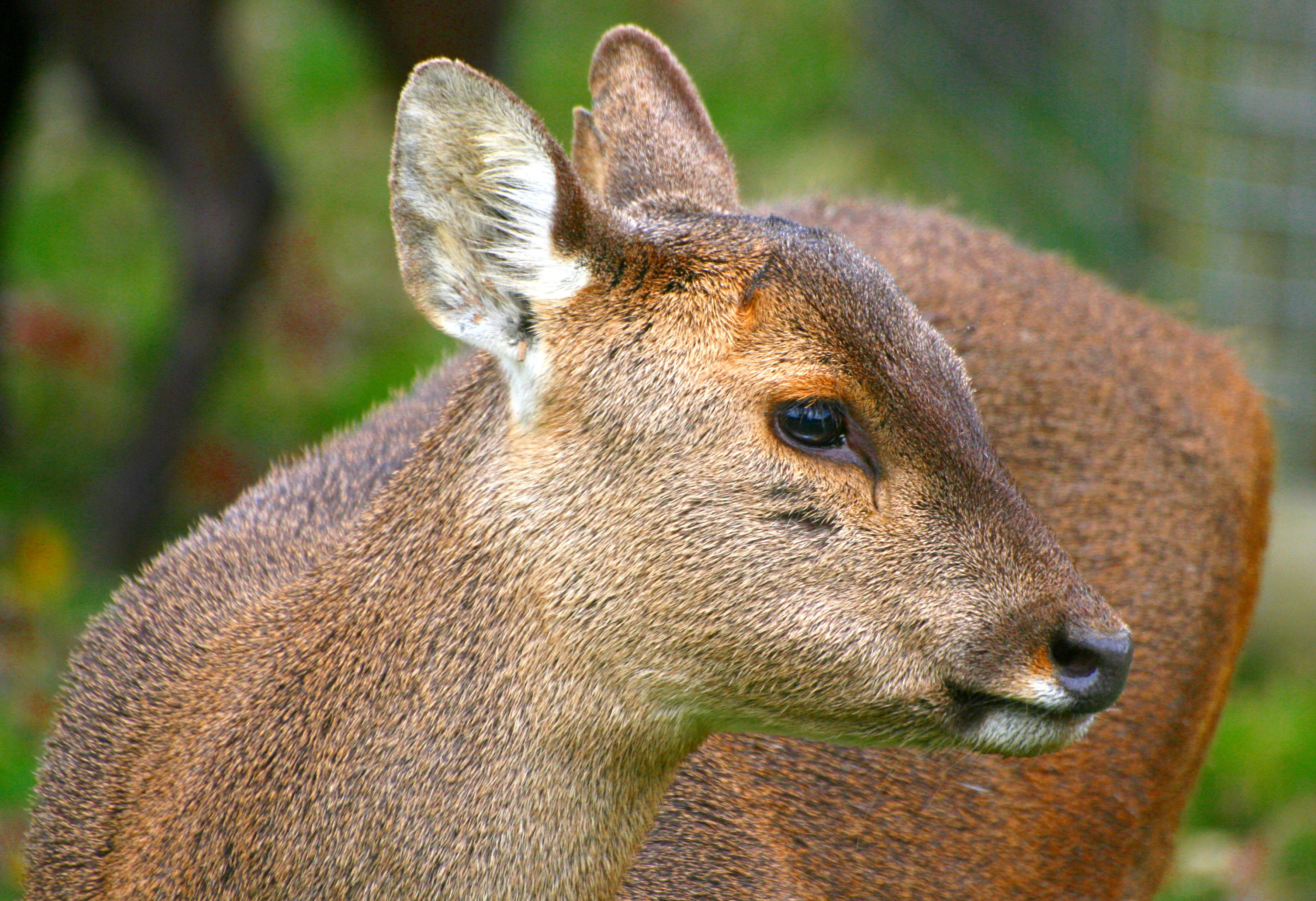
Un cervo di Bawean.

## Distribuzione e habitat
Il cervo di Bawean è endemico dell'isola di Bawean, situata nel Mar di Giava, al largo delle coste settentrionali di Giava. Abita prevalentemente in due zone dell'isola, la regione montuosa centrale e la regione del Monte Bulu, a sud-ovest.
Un esemplare conservato presso l'Istituto di Zoologia di Pechino indica come località di provenienza l'isola di Bangka, situata presso Sumatra, ma si tratta senza ombra di dubbio di una svista del naturalista che lo ha classificato.

## Biologia
Il cervo di Bawean abita nelle foreste ed è attivo di notte. Durante il giorno, si ritira nel fitto sottobosco, per andare di notte alla ricerca di cibo. Utilizza quasi sempre lo stesso rifugio e crea una serie di sentieri per spostarsi più rapidamente. Vive generalmente da solo, ma a volte si incontra in coppia. Si nutre di foglie ed erba
Gli accoppiamenti possono avvenire in ogni periodo dell'anno, ma la maggior parte delle nascite avviene nei mesi di febbraio e giugno. Il periodo di gestazione è di circa 225-230 giorni, dopo i quali nasce di solito un unico piccolo, più raramente due. Il mantello dei piccoli, solo leggermente macchiato, diventa uniforme molto velocemente.

## Conservazione
Il cervo di Bawean è minacciato soprattutto dalla deforestazione e dagli attacchi dei cani randagi. Pertanto, soprattutto a causa della ridotta estensione del suo areale (il più piccolo tra quelli di tutte le specie di cervo), la IUCN lo inserisce tra le specie in pericolo «critico». Nel 2006 venne stimata una popolazione di 250-300 capi.